# المنطقة التاريخية شينجيان

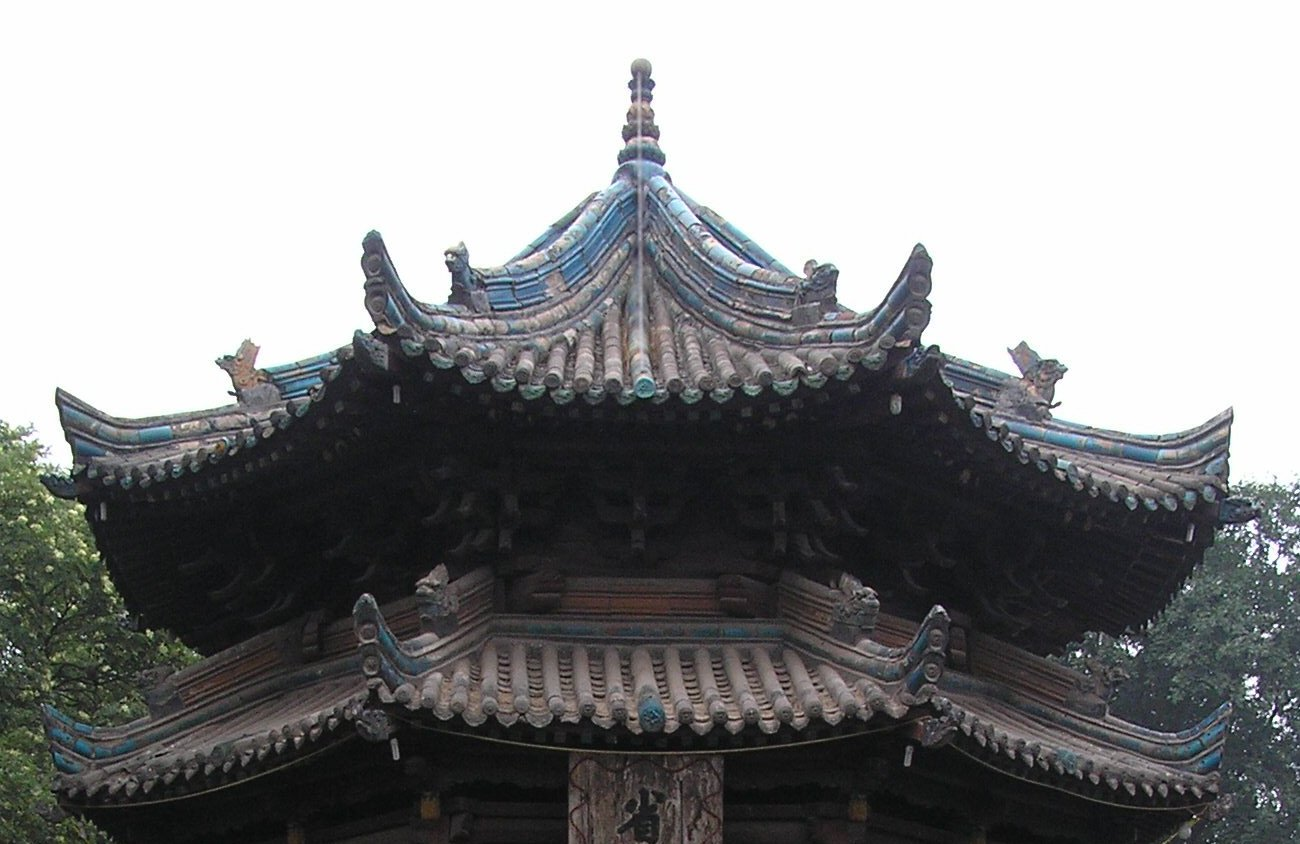
أعلى المسجد الكبير في شيآن

المنطقة التاريخية شينجيانغ تتألف من مناطق مميزة في حوض تاريم (المعروف أيضًا باسم Altishahr) و Dzungaria، وكان يسكنها التوشاريون الهندو أوروبيون وشعوب ساكا، الذين اعتنقوا البوذية. وقد خضعوا للحكم الصيني في عهد أسرة هان كمحمية للمناطق الغربية بسبب الحروب بين سلالة هان وشيونيجنو ومرة أخرى في عهد أسرة تانغ بصفتها المحمية العامة لتهدئة الغرب بسبب الحروب بين سلالة تانغ والتركية  Khaganates.  سيطرت أسرة تانغ على سيطرتها على شينجيانغ في المحمية العامة لتهدئة الغرب وأربعة حماة أنشي بعد تمرد لوشان ، وبعد ذلك اعتنقت الشعوب التركية التي تعيش في المنطقة الإسلام.